# Пнёво (озеро)
Пнёво — озеро на северо-западе Тверской области, расположенное на территории Пеновского района.
Расположено в западной части района в 30 км к северо-западу от районного центра, поселка Пено. Лежит на высоте 233 метра. Площадь водной поверхности — 1,33 км². Западная часть озера протокой соединяется с озером Витьбино. Из восточной части озера вытекает протока, впадающая в озеро Долгое, из река которого вытекает Кудь.

## Данные водного реестра
По данным государственного водного реестра России относится к Верхневолжскому бассейновому округу, водохозяйственный участок реки — Волга от истока до Верхневолжского бейшлота, речной подбассейн реки — Волга до Рыбинского водохранилища. Речной бассейн реки — (Верхняя) Волга до Куйбышевского водохранилища (без бассейна Оки).
Код водного объекта в государственном водном реестре — 08010100111110000000230.